# イグナツィ・クラシツキ
Ignacy Błażej Franciszek Krasicki （1735年2月3日 – 1801年3月14日）は、1766年からヴァルミアの司教領（ドイツ語ではエルムランド）および1795年からはグニエズノの大司教（したがって、ポーランド総主教）は、ポーランドを代表する啓蒙詩人であり、 「詩人の王子」と呼ばれる。聖職者の批評家、 ポーランドのラ・フォンテーヌ、ポーランドにおける最初の小説家、劇作家、ジャーナリスト、百科事典編集者としての活躍、フランス語とギリシャ語の翻訳者でもあった。
彼の最も注目すべき文学作品は、彼の寓話と寓話（1779）、風刺（1779）、そして彼の詩的な言語の芸術性が頂点に達した詩的な手紙と宗教的な歌詞である。 

## 生活
クラシツキは、ポーランド南部のサン川にあるドゥビエツコで、神聖ローマ帝国の伯爵の称号を持つ家族に生まれる。彼はポーランド・リトアニア連邦で最も著名な家族と関係があり、家族の愛と懇願に囲まれながら、幸福な子供時代を過ごすことができた。
彼は、リヴィウのイエズス会の学校で学び、その後ワルシャワカトリックの神学校へ入学（1751年から1754年）。 1759年に彼は神聖な命令を受け、ローマで教育を続けました（1759–61）。彼の兄弟のうちの2人も神権に入った。
ポーランドに戻ると、クラシツキはポーランドの首座主教の秘書になったが、これは将来のスタニスワフ・アウグスト・ポニアトフスキ王との友情を深めるのを手伝った。後にポニアトフスキが王に選出されたとき（1764年）、クラシツキは彼の牧師になる。また彼は国王の有名な「木曜日の夕食」に参加し、国王が後援する卓越したポーランド啓蒙主義の定期刊行物であるモニターを共同設立した。

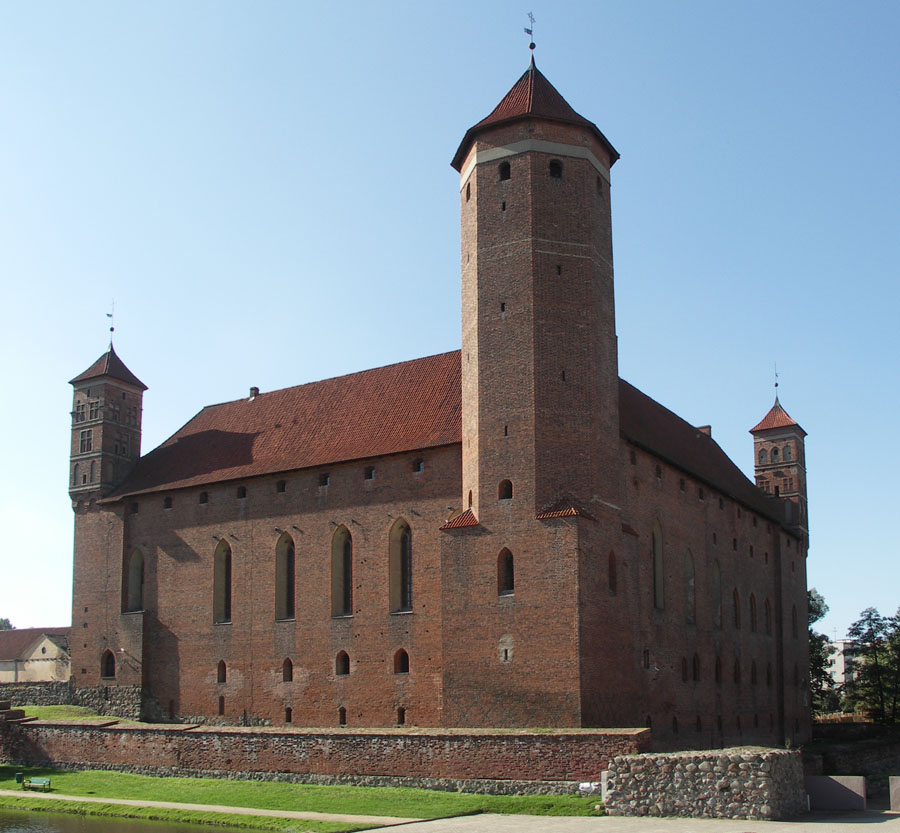
Lidzbark Warmińskiのヴァルミア司教の城

1766年から、クラシツキはヴァルミアの司教領アダム・スタニスワフ・グラボウスキーの共同司教を務め、やがて彼自身がヴァルミアの司教に昇格し、連邦上院の議員となる。この事務所は彼に社会階層における高い地位と独立感を与えたが、同時に民衆たちと隔絶した距離へ置かれることを意味する。ヴァルミア大聖堂の支部は変化を恐れ、この優れた人物を冷静に歓迎せざるを得なかった。同時に、ポーランド・リトアニア連邦の最初の分割へのヴァルミアの反乱に備えたプロイセンからの、挑発と圧力が高まってきている危険な状況下、クラシツキは勇敢にも外部介入に対して公への抗議を成し遂げた。
1772年、プロイセンのフリードリヒ大王によって扇動された最初の仕切りの結果として、クラシツキはプロイセン統治下の主要人物となるが、ヴァルミアの新しい君主に敬意を示すことはなかったと言われる。
彼は現在、知人を育てたフレデリックの入札で、ベルリン、ポツダム、サンスーシを頻繁に訪れました。これは、ポーランドの王の友人でありながら、プロイセンの王との緊密な関係を維持していた詩人司教にとって困難な状況を生み出しました。これらの現実は、クラシツキのその後の文学作品の性質と方向性に大変な影響を与え、寓話と寓話（1779）などの比ではない。

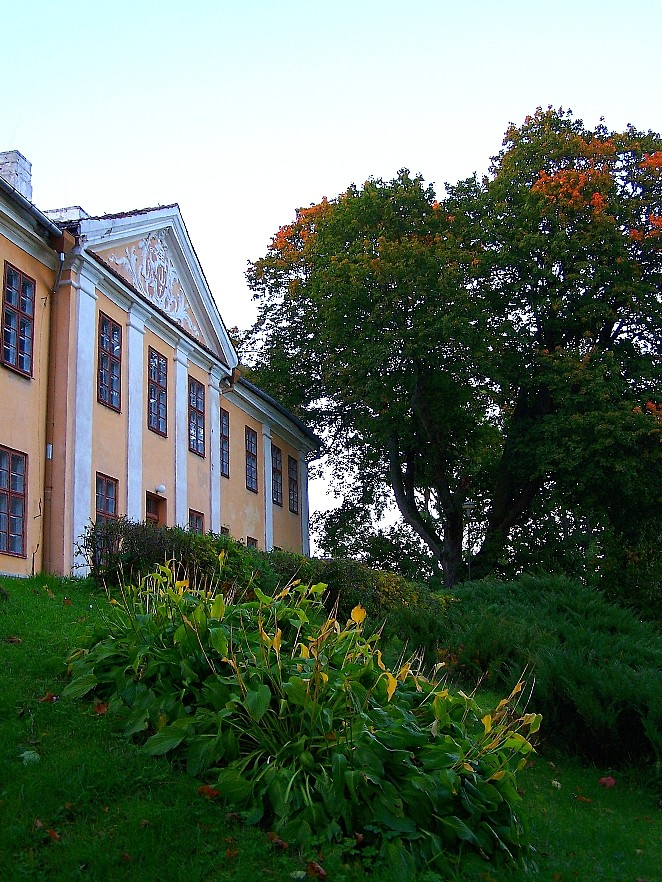
スモライニのヴァルミア司教の夏の宮殿

最初の仕切りの直後、1773年にクラシツキは、フリードリヒ大王がブランデンブルクとベルリンへのカトリック移民のために建てた、ベルリンの聖ヘドヴィッヒ大聖堂の開所式を執り行い、1786年にクラシツキはプロイセン科学アカデミー会員へ選出された。ポーランド分割が起こったことで、ヴァルミア司教としての持ち城Lidzbark Warminski（ドイツ語＝Heilsberg）と、ヴァルミア司教の夏の宮殿であるSmolajnyが、芸術の庇護に係る主な活動拠点となった。 
フリードリヒ大王の死後も、クラシツキはフリードリヒの後継者との関係を保ち続けた。
1795年、彼の死の6年前に、クラシツキはグニエズノの大司教（＝ポーランド首座主教）に昇格する。
彼は、ポーランドの王スタニスワフ・アウグスト・ポニャトフスキから白鷹と聖スタニスワフの描かれている特注メダル1780枚を与えられると同時に、ラテン語の讃歌「Dignum laude virum veta」（「ミューズは栄光に値する者を滅ぼさない」）を捧げられ 、プロイセンのフリードリヒ大王からも同様に赤鷲勲章を授与された。
1801年にベルリンで亡くなると、クラシツキは自身の奉献した聖ヘドヴィッヒ大聖堂で一時の休息となる。 1829年に彼の遺体はポーランドのグニェズノ大聖堂に移された。
チェスワフ・ミウォシュはクラシツキについて次のような説明を出している。
He was a man of the golden mean, a smiling, skeptical sage [who] prais[ed] moderation and despis[ed] extremes.  His was a mentality which returned to Horatian ideals of the Renaissance, to a life of contemplative retirement.  This did not interfere with his talents as a courtier:  he was a favorite of [Poland's King] Stanisław August [Poniatowski], and after the [F]irst [P]artition [of Poland, in 1772], when his bishopric of Warmia became the property of Prussia, he was a favorite of King Frederick the Great.  [H]e was a cosmopolit[e] and owed his imposing literary knowledge to his readings in foreign languages, yet... he was indebted to the mentality of the Polish "Golden Age," and in this respect his admiration for Erasmus of Rotterdam is significant.  As a poet, he was [chiefly responsible] for that distillation of the [Polish] language which for a while toned down the chaotic richness of the Baroque.  In a way, he returned to the clear and simple language of [Jan] Kochanowski, and his role in Polish poetry may be compared to that of Alexander Pope in English poetry.  [H]e conceived of literature as a specific vocation, namely, to intervene as a moralist in human affairs.  Since he was not pugnacious by temperament (contrary to one of his masters, Voltaire), his moralizing, rarely distinguishable from sheer play, [does not show] vitriolic accents.

## 作品

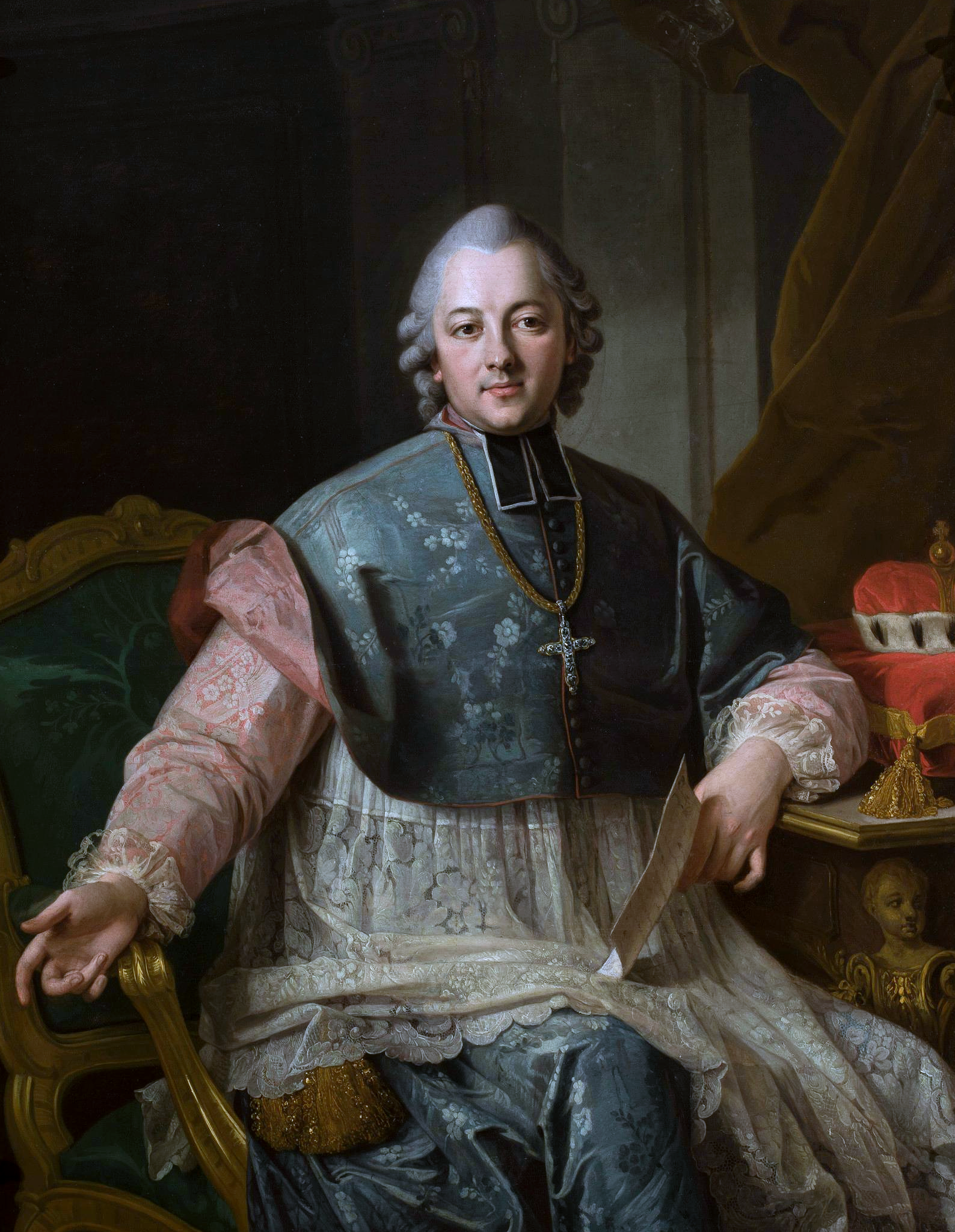
クラシツキ

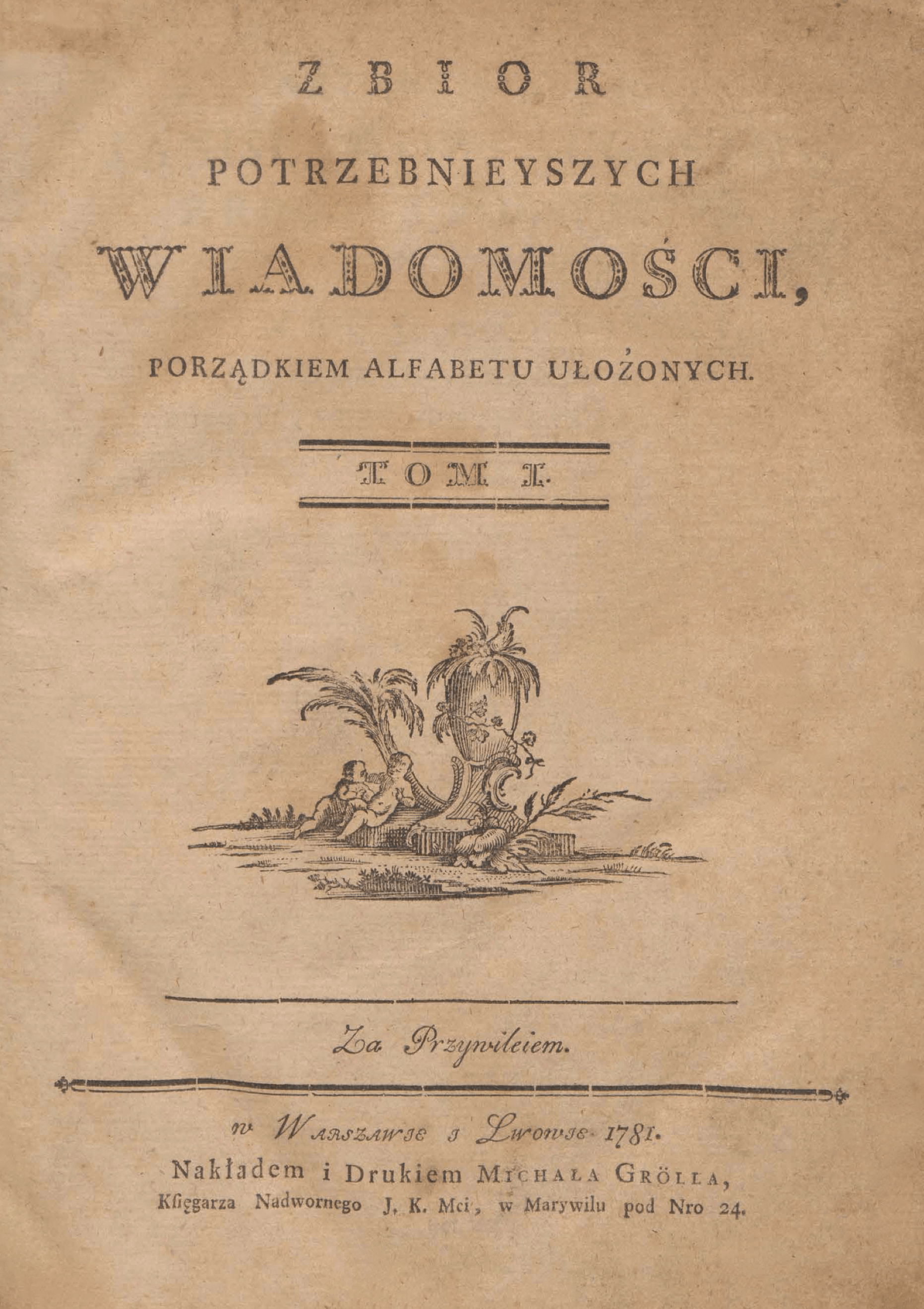
クラシツキの重要な情報のコレクション（vol。 I、1781）、ポーランドの2番目のポーランド語の一般百科事典

かれは言葉の真の意味においてポーランド・啓蒙主義時代の文学者であった。散文作家兼詩人としての彼の作品を構成する機知、想像力、流動的なスタイルは多くの同時代人から賞賛を博している。 
クラシツキの文学作品は、ポーランドのスタニスワフ・アウグスト・ポニアトフスキ王の治世に彩りを与えたが、王の政治計画を直接支持していた訳ではない。
ポーランド・古典主義の代表であるクラシツキは、ストローフィで詩人としての経歴を始めている-賛美歌「 Świętam iłościko chanejojc zyzny 」（「愛する国の聖なる愛」）。40歳に近くなったかれは、ストローフィの並外れた成功をもたらしたのは着実な詩作であると考え、クラシツキはそれを彼の擬似英雄詩であるミゼイダ（Mouseiad、1775）の曲・IXの一部として取り入れてもいる。 「OS acred Love」では、クラシツキは愛国心の普遍的な考えを策定し、高いスタイルと高いトーンで表現しました。ストローフィはその後、何年もの間、国歌としての役割を持ち、フランス語を含む3つの言語への多くの翻訳を見ることになった。
ヴァルミアの司教領は、ヨーロッパの古典主義のすべての分野に優れたポーランドの形を与えました。彼はまた、新しいジャンルへの道を切り開いくという重要な仕事もしており、これらの中でもっとも著名なのは、最初の現代的なポーランドの小説、 Mikołaja Doświadc zyńskie gopr zypadki （ニコラスの冒険、1776）である。彼はこの作において、社会風刺、ユートピアの理想と教訓、冒険といった「ロビンソン・クルーソー」に代表される啓蒙主義小説のすべての種類の統合を成し遂げている。
クラシツキの擬似英雄詩であるモナチョ・マキア（僧侶の戦争、1778年）は、かつてヴォルテールが使用していたアパートを訪れたクラシツキが、当時滞在していたサンスーシ宮殿でフレデリック2世と談義をする中でヒントを得たものだが、当時において、その詩の出版は公のスキャンダルを引き起こす結果となる。
ポーランド啓蒙主義の最も永続的な文学記念碑が、クラシツキの寓話であることは全く記念するべきことである（ Bajkii Przy powieści （寓話と寓話、1779年）とBajki nowe （新寓話、死後の1802年に出版））。詩人はまた、その風刺の中に、世界観と人間性について彼の傲慢な観察を設定することも、忘れていなかった（Satires、1779年）。
クラシツキの他の作品には、ミツキェヴィチとヒストリア（歴史、1779年）の作品を刺激するのに役立つ小説、パン・ポドストーリ（大家令、1778年、1784年、そして死後1803年に出版された）が含まれる。叙事詩のWojna chocimska （The Chocim War、1780、 Khotyn Warについて）、さらには説教学、神学、紋章学など、多数の分野で著書を遺した。
1781年から1783年にかけ、彼は Benedykt Chmielowski Ateny( 新アテネ、1745年から1746年)に次ぐポーランドで第二の一般的な百科事典2巻Zbiórp otrzeb niejsz ychwiad omości（必要情報のコレクションA）を出版する。
やがて彼は、 Listy o ogrodach （Letters about Gardens）と彼が共同設立したモニター及び、彼自身の新聞CoTydzień （毎週）への寄稿を仕事の一つに加えた。
クラシツキは、ポーランド語、プルタルコス、オシアン、ダンテの神曲の断片たちを翻訳し、アナクレオン、ボアロー、ヘシオドス、テオクリトスの作品を発表した。 エッセイとしては1772年の「本の翻訳について」（「 Oprzekła daniuksiąg 」） と、1803年に死後に出版された同名の「本の翻訳について」（「Otłumac zeniuksiąg」）がある。

## 名声
彼の主要な作品はヨーロッパ中の名声を勝ち取り、ラテン語、フランス語、ドイツ語、イタリア語、ロシア語、チェコ語、クロアチア語、スロベニア語、ハンガリー語へと翻訳された。彼の作品の幅広い受容性は、19世紀を通して維持を保っている。
クラシツキはまた、ポーランド啓蒙主義の詩人による作品の主題ともなった – Stanisław Trembecki 、 Franciszek Zabłocki 、 Wojciech Mier – 20世紀にはKonstanty Ildefons Gałczyńskiによって。彼はウィンセンティー・ポル、アドルフ、Nowacz yński更にはヘンリク・シェンキェヴィチによる散文作品のヒーローともなった。

## 文学的な反省
多くの学者たちは、クラシツキの寓話と風刺を、それらが書かれた文化に適応し、政治的に非難されていると見なした。 その特徴付けは、個人の直接の観察による再構築に基づいたものではなく、社会の実際の価値を反映した架空の構成物であったと言えよう。クラシツキは、ポーランド人、そして一般に人類は、貪欲、愚かさ、そして悪によって支配されていたと主張していたのである。 

## ターゲット・オーディエンス
この証拠は、子供ではなく村人、会衆、そして平民をも対象とした序文「子供たちへ」にある。寓話は主に、その時々の主要な事件に注意を向けさせ、社会改革を提唱することを目的としたものだった。 寓話と寓話の続編である新寓話は死後の1803年にに出版されたが、有名な寓話と寓話は1735年から1801年のクラシツキの死までの間に聴衆を見つけ、そのほとんどが1772年のポーランド分割後に出版されている。 寓話は通常、イデオロギーの複雑な提示ではなく、物語の象徴を通し、話の最終行でその意味を見つけさせる性格を持つ。それはその背後にある道徳と啓蒙主義の理想を、非識字者にさえ容易に伝えるのである。

## 啓蒙の貢献
Katarzyna Zechenterは、ポーランドのレビューで、西洋の歴史家は一般的にクラシツキの作品を見落としていて、ポーランドの寓話の出版社は「寓話の起源に寄与する政治的および社会的文脈」の重要性を見落としていると主張した。 しかし、ポーランド王女、詩人、日記家であったガブリエラ・プジニーナの場合をみれば、クラシツキが同時代の人々や19世紀初頭に与えた影響を簡単に理解できる。 1846年に彼女はビリニュスとワルシャワの知識階級のための新聞を始め、ポーランドでの抑圧された政治生活におけるクラシツキの寓話の地位の確立を促進することに 成功した。1815年から1843年の彼女の日記では、プジニーナはポーランド分割の解説として、寓話「檻の中の鳥」に焦点を当てている。